# Юнкер
- Шлиссельбургский 15-й пехотный полк
- Ладожский 16-й пехотный полк

Ю́нкер (нем. Junker) — воинское звание в Русских гвардии и армии, до 1918 года, промежуточное по своему правовому статусу между унтер-офицерами и обер-офицерами.

## История
Звание присваивалось военнослужащим, являвшимся кандидатами на присвоение первого офицерского чина, позднее также — воспитанникам, проходящим курс наук в военных учебных заведениях (военных и юнкерских училищах).
В 1798 году для повышения по службе унтер-офицеров из дворян были установлены особые звания:
- эстандарт-юнкер (штандарт-юнкер[2][3]) в тяжёлой кавалерии[4] и у гусар[3] — военнослужащий, отвечающий за штандарт в конном полку и возящий его;
- фанен-юнкер — то же в лёгкой кавалерии.
- портупей-юнкер — то же в лёгкой кавалерии и артиллерии.
- портупей-прапорщик — то же в пехоте.

С 1802 года кавалерийских, артиллерийских и егерских унтер-офицеров из дворян стали именовать юнкерами. Унтер-офицеров пехоты из дворян с 1800 года называли подпрапорщиками.
В артиллерии и инженерных войсках, в отличие от других родов войск, существовал чин
штык-юнкера, состоящий в 13-м классе Табели о рангах.
В 1859 году звания портупей-прапорщика, эстандарт-юнкера и фанен-юнкера упразднили и для ожидавших производства в офицеры дворян и вольноопределяющихся было введено единое звание юнкера (для старших — портупей-юнкера).
Звание юнкера гвардии по своему статусу приравнивалось к армейскому чину подпоручика.
В 1851 году на Русском флоте вводится корабельное звание юнкера, которое по своему правовому положению приравнивалось к корабельному званию кондукто́р. Данное флотское звание присваивалось лицам, имеющим высшее образование, поступившим на флотскую службу добровольцами и имеющими право на производство в обер-офицеры, позднее — для учащихся высших военных учебных заведений военно-морского флота России (кроме Морского корпуса). Юнкеры ВМФ после сдачи экзаменов — вначале специальных, позднее в объёме программы Морского корпуса либо военно-морского училища, а также специальных классов — производились в мичманы или же, при наличии соответствующей специальности, в подпоручики военно-морского флота России. В период одновременного существования флотских званий юнкера и гардемарина последний за нарушения воинской дисциплины мог быть разжалован до юнкера.

## Этимология
Слово «юнкер» имеет немецкие (германские) корни. Первоначально это слово обозначало барчука. Слово происходит от устойчивого позднесредневекового именования в нем. Junger Herr — буквально «молодой господин». Многие обедневшие юнкеры были вынуждены служить солдатами и наёмниками. Отсюда появилось значение — подофицер. В XIX веке юнкерами стали называть высшую аристократию Пруссии.

## Знаки различия
С 1802 года знаками различия юнкеров в кавалерии являются погоны с продольным широким галуном посередине (аналогично позднейшему погону подпрапорщика или погону старшины в Вооружённых Силах СССР). Остальные юнкеры носили общую унтер-офицерскую форму и по правовому положению приравнивались к подпрапорщикам. С 1843 года знаки различия юнкера такие же, как и у подпрапорщика — погоны, обшитые узким золотым галуном по краю. С этого же времени юнкеры, назначаемые для исполнения унтер-офицерских обязанностей, носят унтер-офицерские поперечные нашивки на погонах (юнкеры из дворян — золотого галуна). Юнкеры, фактически исполняющие обязанности офицеров, назывались портупей-юнкерами и носили офицерские портупеи и темляки на холодном оружии (тесаках).

## Галерея

Примеры формы одежды и знаков различия
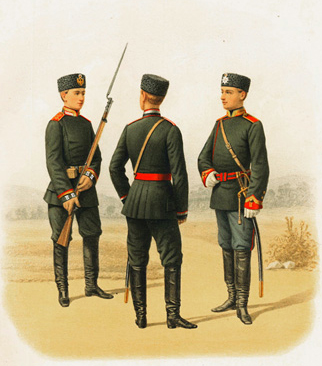
Фельдфебель и Юнкер (Николаевского Кавалерийского Училища)
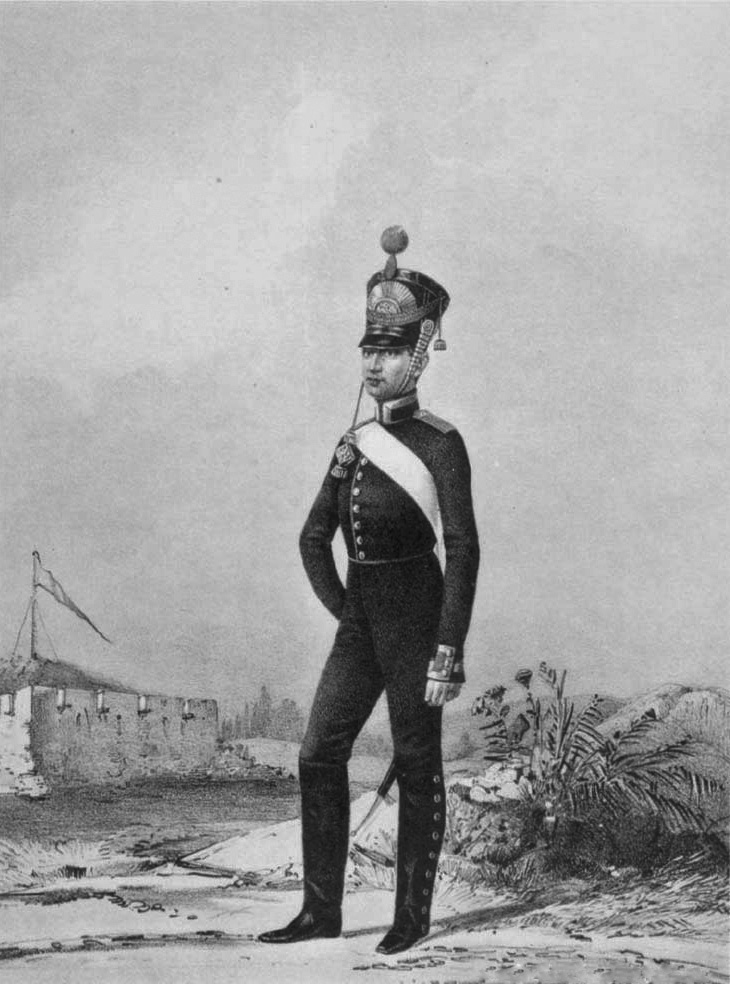
Юнкер Артиллерийского училища (1822—1824)
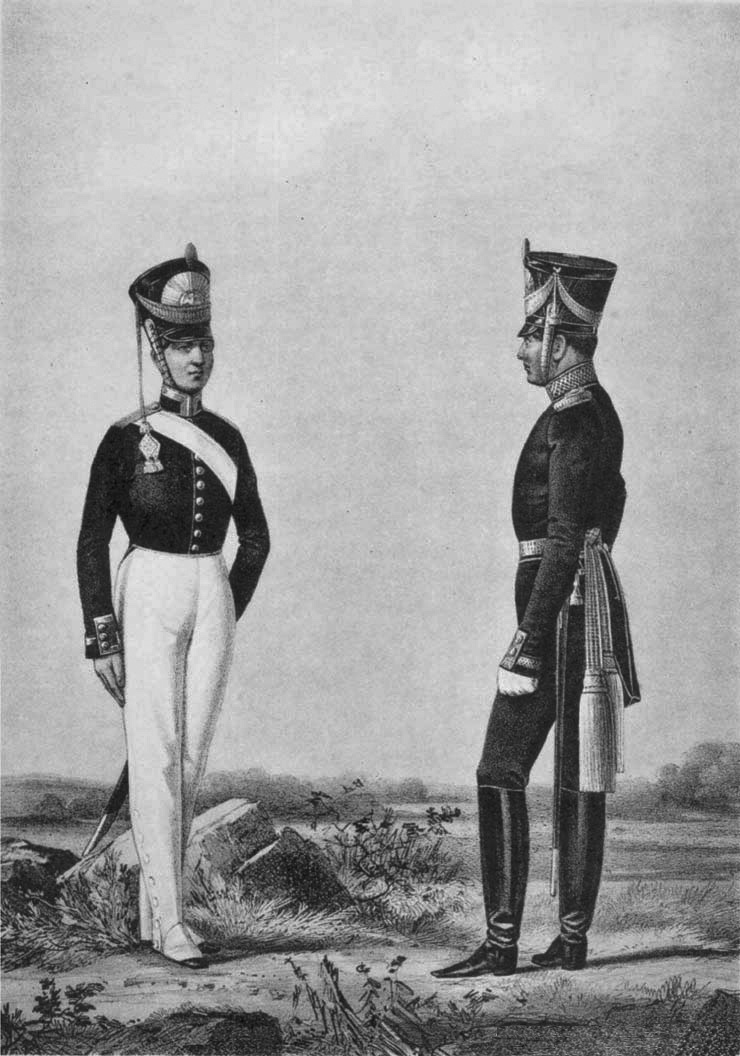
Юнкер и Обер-Офицер Артиллерийского училища (1820—1822)
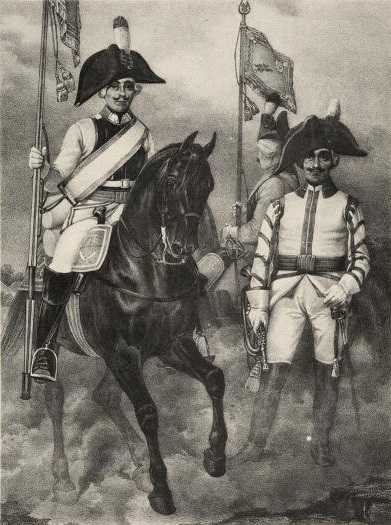
Эстандарт-юнкер Екатеринославского и Трубач Казанского Кирасирского полков (1797—1801)
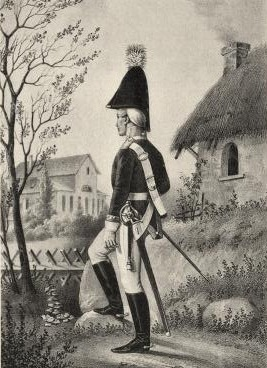
Фанен-юнкер С.-Петербургского Драгунского полка (1802-1803)
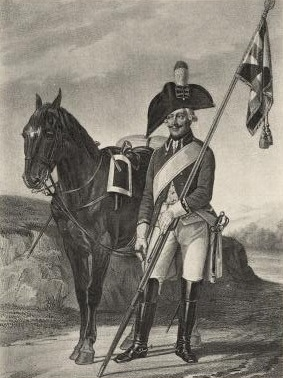
Фанен-юнкер Нижегородского Драгунского полка, 1797—1800
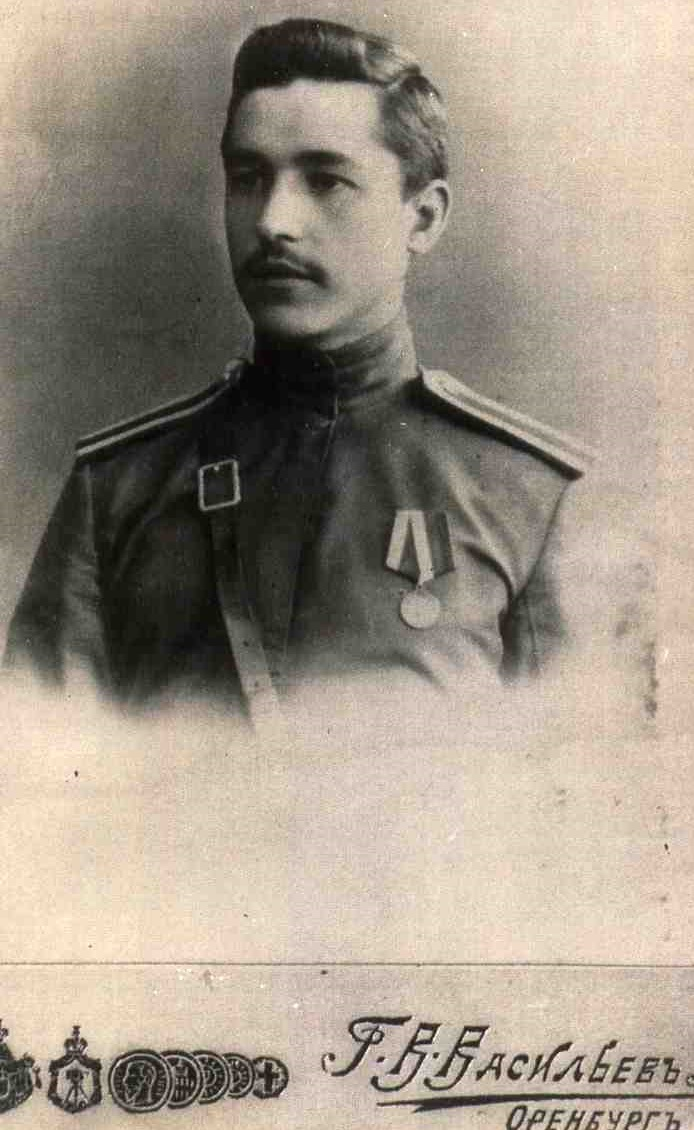
Юнкер Кравцов, Александр Яковлевич (1914)
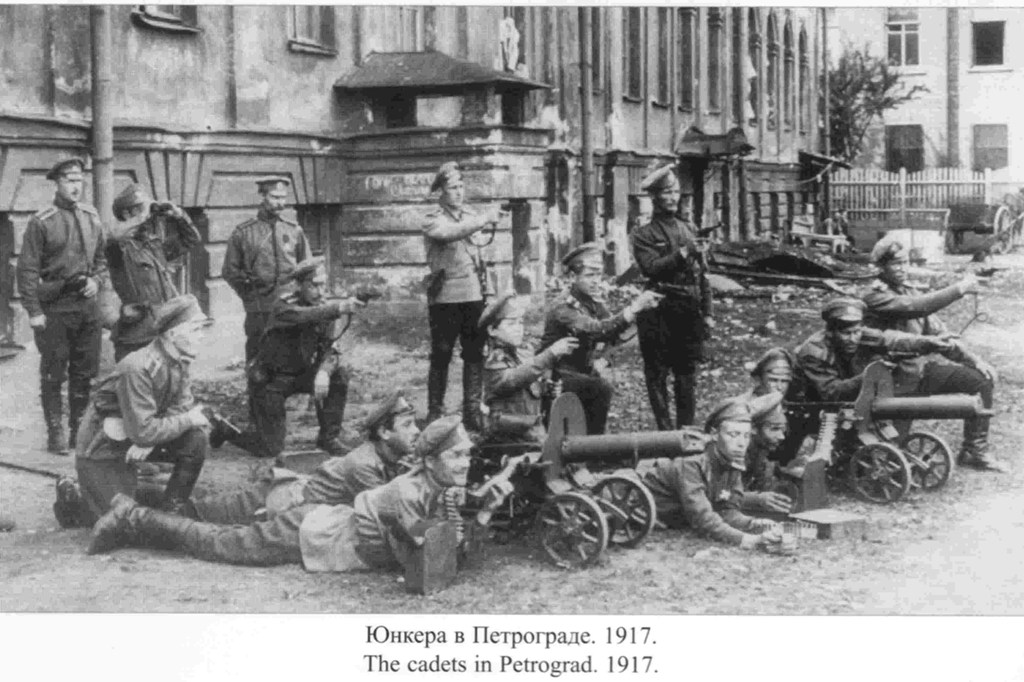
Юнкера в Петрограде, 1917 год.